# Краутшайд
Краутшайд (нем. Krautscheid) — община в Германии, в земле Рейнланд-Пфальц. 
Входит в состав района Айфель-Битбург-Прюм. Подчиняется управлению Арцфельд.  Население составляет 244 человека (на 31 декабря 2010 года). Занимает площадь 8,59 км².